# Шапарал (Њу Мексико)
Шапарал (енгл. Chaparral) насељено је место без административног статуса у америчкој савезној држави Њу Мексико.

## Демографија
По попису из 2010. године број становника је 14.631, што је 8.514 (139,2%) становника више него 2000. године.
| Група             | 2000.         | 2010.          |
| Белци             | 1.951 (31,9%) | 2.041 (13,9%)  |
| Афроамериканци    | 77 (1,3%)     | 165 (1,1%)     |
| Азијати           | 26 (0,4%)     | 25 (0,2%)      |
| Хиспаноамериканци | 3.945 (64,5%) | 12.303 (84,1%) |
| Укупно            | 6.117         | 14.631         |